# Cristallo fotonico
In ottica ed in microfotonica per cristallo fotonico si intende una struttura in cui l'indice di rifrazione ha una modulazione periodica su scale comparabili con la lunghezza d'onda della luce o, più in generale, di una radiazione elettromagnetica. Questa modulazione periodica dell'indice può essere ottenuta alternando, in una o più dimensioni, materiali diversi o lo stesso, ma con diversa porosità e quindi diverso indice di rifrazione. Ciò dà ai cristalli fotonici proprietà ottiche analoghe alle proprietà di conduzione elettrica dei cristalli. In particolare i cristalli fotonici possono presentare una banda proibita per la luce analoga a quella dei semiconduttori.

## Storia dei cristalli fotonici
I cristalli fotonici sono stati studiati in una forma o un'altra dal 1887, ma nessuno ha usato il termine "cristallo fotonico" fino a oltre 100 anni dopo - Eli Yablonovitch e Sajeev John hanno pubblicato due documenti cardine su cristalli fotonici nel 1987. La storia antica è ben documentata sotto forma di una storia quando è stata identificata come uno degli sviluppatori di riferimento ts in fisica dalla American Physical Society.
Prima del 1987, i cristalli fotonici unidimensionali sotto forma di pile dielettriche multistrato periodiche (come lo specchio di Bragg) sono stati studiati estesamente. Lord Rayleigh ha iniziato il suo studio nel 1887, mostrando che tali sistemi hanno un band-gap fotonico unidimensionale, un intervallo spettrale di grande riflettività, noto come stop-band . Oggi tali strutture sono utilizzate in una vasta gamma di applicazioni, dai rivestimenti riflettenti al miglioramento dell'efficienza dei LED agli specchi altamente riflettenti in determinate cavità laser (si veda, ad esempio, VCSEL). Uno studio teorico dettagliato di strutture ottiche unidimensionali è stato eseguito da Vladimir P. Bykov, che fu il primo a studiare l'effetto di un band-gap fotonico sull'emissione spontanea da atomi e molecole incorporate nella struttura fotonica. Bykov ha anche speculato su cosa potrebbe accadere se fossero utilizzate strutture ottiche periodiche bidimensionali o tridimensionali. Il concetto di cristalli fotonici tridimensionali è stato poi discusso da Ohtaka nel 1979, che ha anche sviluppato un formalismo per il calcolo della struttura della banda fotonica. Tuttavia, queste idee non sono decollate fino a dopo la pubblicazione di due documenti cardine nel 1987 da parte di Yablonovitch e John. Entrambi questi documenti riguardavano strutture ottiche periodiche ad alta dimensionalità, cioè cristalli fotonici. L'obiettivo principale di Yablonovitch era di progettare la fotonica densità degli stati per controllare emissione spontanea di materiali incorporati nel cristallo fotonico. L'idea di John era di utilizzare i cristalli fotonici per influenzare la localizzazione e il controllo della luce.
Dopo il 1987, il numero di documenti di ricerca riguardanti i cristalli fotonici iniziò a crescere in modo esponenziale. Tuttavia, a causa della difficoltà di fabbricare queste strutture su scale ottiche  , i primi studi furono teorici, o relativi alle microonde, dove i cristalli fotonici possono essere costruiti su più semplici scale centimetriche. Questo fatto è dovuto a una proprietà dei campi elettromagnetici nota come invarianza di scala: in sostanza, i campi elettromagnetici, come soluzioni delle equazioni di Maxwell, non hanno una scala naturale di lunghezza, quindi le soluzioni per le lunghezze d'onda centimetriche (microonde) sono le stesse di quelle a scala nanometrica (frequenze ottiche.)
Nel 1991, Yablonovitch dimostrò il primo band gap fotonico tridimensionale nel regime delle microonde.
Nel 1996 Thomas Krauss dimostrò un cristallo fotonico bidimensionale a lunghezze d'onda ottiche. Questo ha aperto la strada alla produzione di cristalli fotonici in materiali semiconduttori prendendo a prestito metodi dall'industria dei semiconduttori.
Oggi tali tecniche usano lastre di cristallo fotonico, che sono cristalli fotonici bidimensionali "incisi" in lastre di semiconduttore. La riflessione interna totale limita la luce alla lastra e consente effetti da 'cristallo fotonico', come la dispersione fotonica ad hoc nella lastra.

## Calcolo strutturale del cristallo fotonico
Il gap di banda fotonica (PBG) è essenzialmente lo spazio tra la linea aerea e la linea dielettrica nella relazione di dispersione del sistema PBG. Per progettare sistemi a cristallo fotonico, è essenziale progettare la posizione e la dimensione del bandgap mediante modellazione computazionale usando uno dei seguenti metodi:
- Metodo di espansione dell'onda piana
- Metodo degli elementi finiti
- Metodo FDTD
- metodo spettrale di ordine n[10][11]
- metodo KKR (approssimazione di muffin)
- Bloch wave - metodo MoM
- Costruzione del diagramma a bande[12]

Essenzialmente, questi metodi risolvono le frequenze (modalità normali) del cristallo fotonico per ciascun valore della direzione di propagazione dato dal vettore d'onda, o viceversa. Le varie linee nella struttura della banda corrispondono ai diversi casi di n , l'indice della banda.

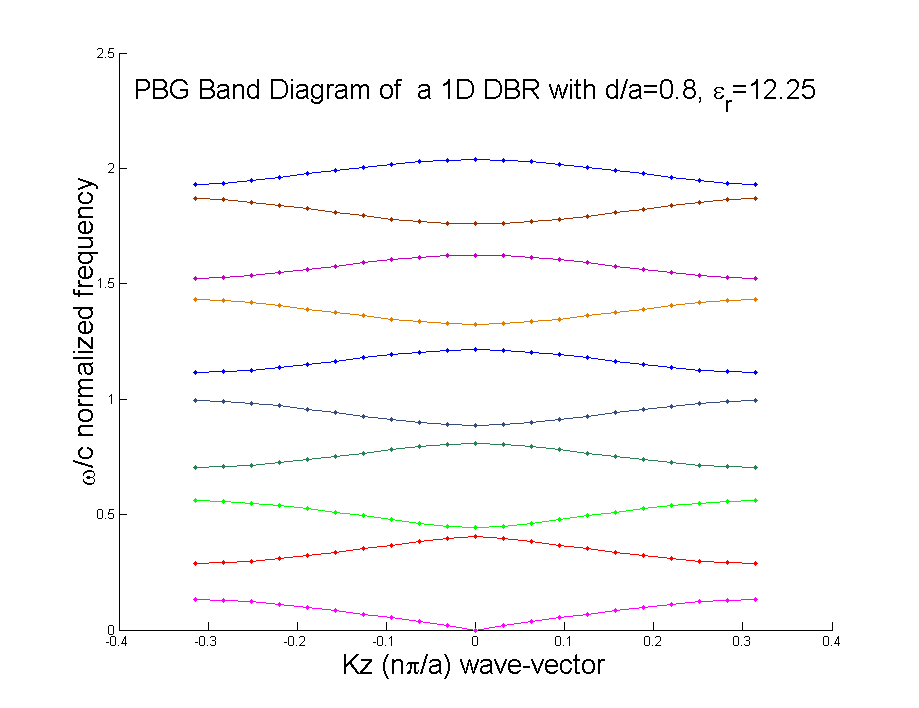
Struttura a bande di un cristallo fotonico 1D, nucleo d'aria DBR calcolato utilizzando la tecnica di espansione dell'onda piana con 101 piani di taglio, per d / a = 0.8, e contrasto dielettrico di 12.250.

Il metodo 'espansione dell'onda piana' può essere usato per calcolare la struttura della banda usando una formulazione eigen delle equazioni di Maxwell, e quindi risolvendo le frequenze autogeniche per ciascuna delle direzioni di propagazione, dei vettori dell'onda. Risolve direttamente per il diagramma di dispersione. I valori di intensità del campo elettrico possono anche essere calcolati sul dominio spaziale del problema usando i vettori eigen dello stesso problema. Per l'immagine mostrata a destra, che corrisponde alla struttura a banda di un riflettore Bragg 1D distribuito (DBR) con nucleo d'aria interlacciato con un materiale dielettrico di relativa permittività 12.25, e un periodo reticolare a rapporto di spessore del nucleo d'aria (d / a) di 0,8, il campo elettrico è risolto usando 101 onde piane sull'irriducibile zona di Brillouin.
Per velocizzare il calcolo della struttura della banda di frequenza, è possibile utilizzare il metodo Bloch Mode Expansion (RBME) ridotto. Il metodo RBME si applica "in cima" a uno dei metodi di espansione primari menzionati sopra. Per i modelli di celle di grandi dimensioni, il metodo RBME può ridurre il tempo di calcolo della struttura della banda fino a due ordini di grandezza.

## I cristalli fotonici in natura

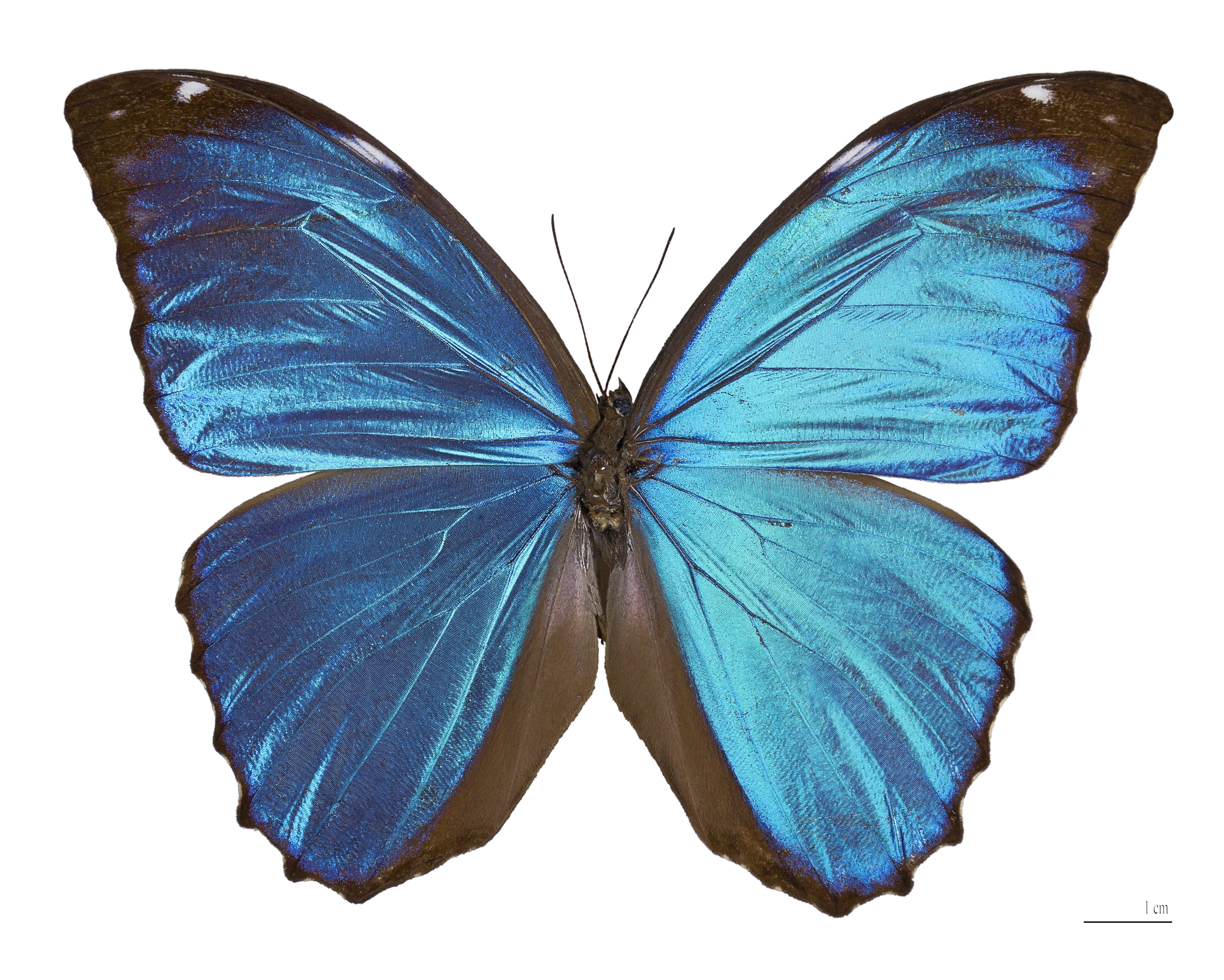
Le ali delle farfalle del genere Morpho devono il loro blu ad una microstruttura ad alveare analoga ai cristalli fotonici.

Dopo l'invenzione dei cristalli fotonici sono stati scoperti vari sistemi naturali che devono le proprie proprietà ottiche ad una variazione periodica del proprio indice di rifrazione, e che possono quindi essere definiti come cristalli fotonici naturali. L'esempio più diffuso è l'opale, una pietra sedimentaria composta da microsfere di silice e acqua nella quale, durante la sedimentazione, la silice si impacchetta in una struttura periodica (cubica a facce centrate). La caratteristica opalescenza dei colori è dovuta alla rifrazione della luce nella struttura periodica.
Altri esempi sono stati scoperti nel mondo animale e vegetale: Pollia condensata o marble berry deve il suo nome ai caratteristici frutti dalla colorazione blu metallizzata, ottimi esempi di specchi di Bragg; allo stesso modo anche i Chamaeleonidae, il Polychaeta Aphroditidae (comunemente noto come topo di mare) e le farfalle del genere Morpho devono i loro colori a strutture organiche analoghe ai cristalli fotonici.

## Caratteristiche e applicazioni

### Cristalli fotonici 1D

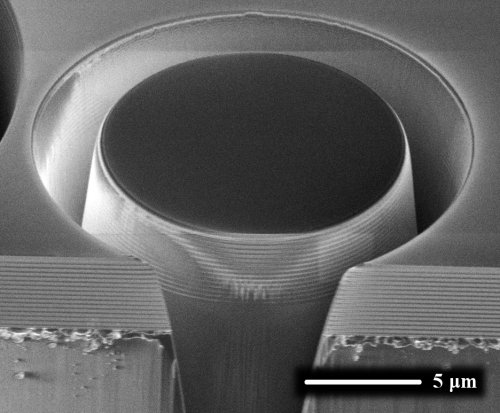
Immagine SEM di uno specchio dielettrico ritagliato da un substrato.

Gli specchi di Bragg erano noti fin dal XIX secolo come cristalli fotonici a una dimensione, ma solo recentemente hanno trovato ampia applicazione sia nella fabbricazione di rivestimento anti riflesso (comuni sia nelle lenti degli occhiali che negli obiettivi fotografici) che nella realizzazione dei cosiddetti specchi dielettrici - noti anche come DBR (Distributed Bragg Reflectors). Infatti, scegliendo con cura la periodicità e l'indice di rifrazione della struttura, è possibile realizzare specchi che hanno un coefficiente di riflessione molto alto in un certo intervallo di lunghezze d'onda.
Le principali applicazioni degli specchi dielettrici sono: i filtri dicroici (che riflettono solo una certa frequenza ma sono trasparenti a tutto il resto dello spettro elettromagnetico), i diodi laser e, più in generale, sono utilizzati come specchi di alta qualità nelle cavità risonanti dei laser. Recentemente, cristalli fotonici drogati con metalli batterio-sensibili sono stati proposti come sensori di contaminanti batterici. Vengono anche studiati per applicazioni nella sensoristica.

### Cristalli fotonici 2D
In due dimensioni, i fori possono perforare un substrato trasparente alla lunghezza d'onda della radiazione che il bandgap è progettato per bloccare.
La fibra di Holey o la fibra di cristallo fotonica possono essere prodotte prendendo barre cilindriche di vetro in reticolo esagonale, e quindi riscaldandole e stirandole, gli airgap triangolari tra le bacchette di vetro diventano i fori che confinano i modi.

### Cristalli fotonici 3D
Sono stati costruiti diversi tipi di strutture:
- Sfere a reticolo diamantato
- Yablonovite
- La struttura a woodpile - le "aste" sono incise ripetutamente con la litografia a fasci, riempite e coperte con uno strato di nuovo materiale. Mentre il processo si ripete, i canali vengono incisi in ogni strato perpendicolarmente allo strato sottostante e paralleli e fuori fase con i successivi due canali sottostanti. Il processo si ripete finché la struttura non raggiunge l'altezza desiderata. Il materiale di riempimento viene quindi disciolto utilizzando un agente che dissolve il materiale di riempimento ma non il materiale di deposizione. In genere è difficile introdurre difetti in questa struttura.
- Gli opali inversi o i cristalli colloidali inversi (come il polistirene o il diossido di silicio) possono essere depositati in un reticolo cubico chiuso in un solvente. Quindi,viene introdotto un indurente che crea un solido trasparente dal volume occupato da esso. Le sfere vengono quindi disciolte con un acido come l'acido cloridrico. I colloidi possono essere sia sferici che non sferici.[22][23][24] contiene oltre 750.000 nanorod del polimero. La luce focalizzata su questo divisore di raggi penetra o si riflette, a seconda della polarizzazione.[25][26].

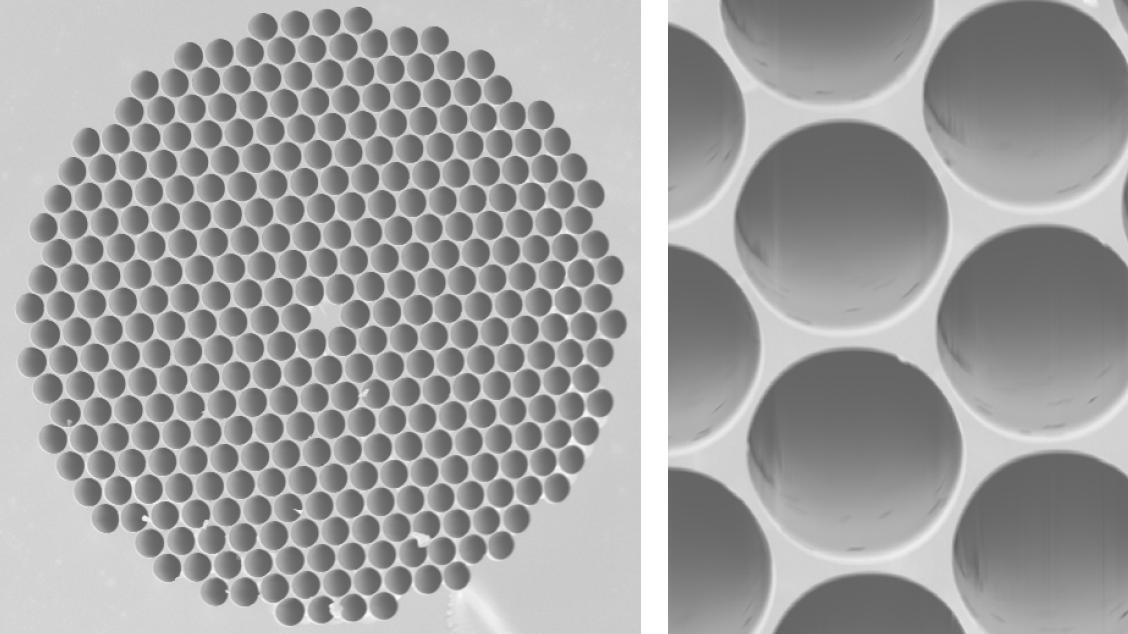
una fibra di cristallo fotonico.

## Fabbricazione
Le tecniche di fabbricazione dei cristalli fotonici monodimensionali sono molte, dipendono dalla qualità e dal grado di perfezione necessario, ma possono essere raggruppate in due macro-categorie: quelle che seguono un approccio top-down il quale consiste nella rimozione di materiale dal bulk fino a formare film nanometrici (tecniche litografiche) e quelle che seguono un approccio bottom-up partendo invece da "atomi sparsi" per formare un film attraverso tecniche di deposizione superficiale e crescita in template.
Tra le principali tecniche ricordiamo:
- rivestimento per rotazione
- deposizione chimica da vapore
- sputtering
- epitassia
- rivestimento per immersione
- processi sol-gel

La fabbricazione di cristalli fotonici a più dimensioni deve avere due requisiti principale:
Renderli sufficientemente precisi per evitare dispersioni che offuscano le proprietà dei cristalli
utilizzando processi che possono produrre in modo massiccio i cristalli. 
Un metodo di fabbricazione promettente per i cristalli fotonici bidimensionali periodici è la produzione di una fibra. Utilizzando le tecniche di disegno della fibra sviluppate per la fibra ottica soddisfa questi due requisiti e sono disponibili in commercio fibre di cristallo fotonico. Un altro metodo promettente per lo sviluppo di cristalli fotonici bidimensionali è la cosiddetta lastra di cristallo fotonico. Queste strutture consistono in una lastra di materiale, ad esempio silicio, che può essere modellata utilizzando tecniche dell'industria dei semiconduttori. Tali chip offrono il potenziale per combinare l'elaborazione fotonica con l'elaborazione elettronica su un singolo chip.
Per i cristalli fotonici tridimensionali, sono state utilizzate varie tecniche - incluse fotolitografia e tecniche di incisione simili a quelle usate per circuiti integrati. Alcune di queste tecniche sono già disponibili in commercio. Per evitare il complesso meccanismo di metodi nanotecnologici, alcuni approcci alternativi implicano la crescita di cristalli fotonici da cristallo colloidale come strutture autoassemblate.
Le pellicole e le fibre di cristallo fotonico 3D su scala di massa possono ora essere prodotte utilizzando una tecnica di assemblaggio a taglio che impila 200-300 nm di sfere di polimero colloidale in perfette pellicole di reticolo a facce cubiche centrate (fcc). Poiché le particelle hanno un rivestimento in gomma trasparente più morbido, le pellicole possono essere allungate e modellate, accordando i bandgap fotonici e producendo effetti strutturali e colori sorprendenti.